# Gorlic
Gorlic – dynastia chasydzka założona pod koniec XIX wieku przez Barucha Halberstama w Gorlicach, będąca odgałęzieniem dynastii Sanz.
Cadykami dynastii byli kolejno:
- Baruch Halberstam z Gorlic (1826–1906)
- Elisz Halberstam z Gorlic (1860–1941)
- Boruch Halberstam z Gorlic-Bene Berak (zm. 1982)